# Czubajka kania

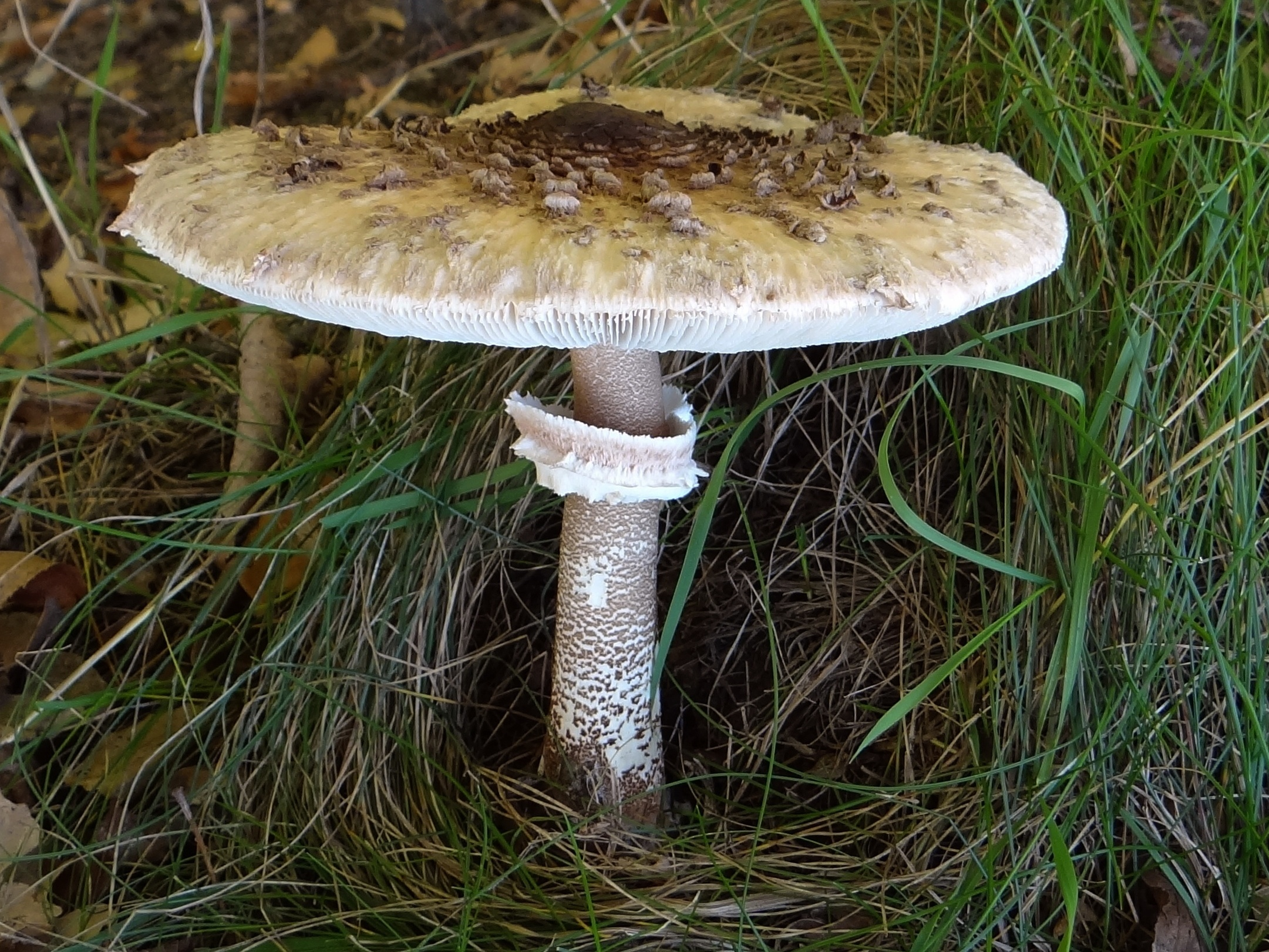

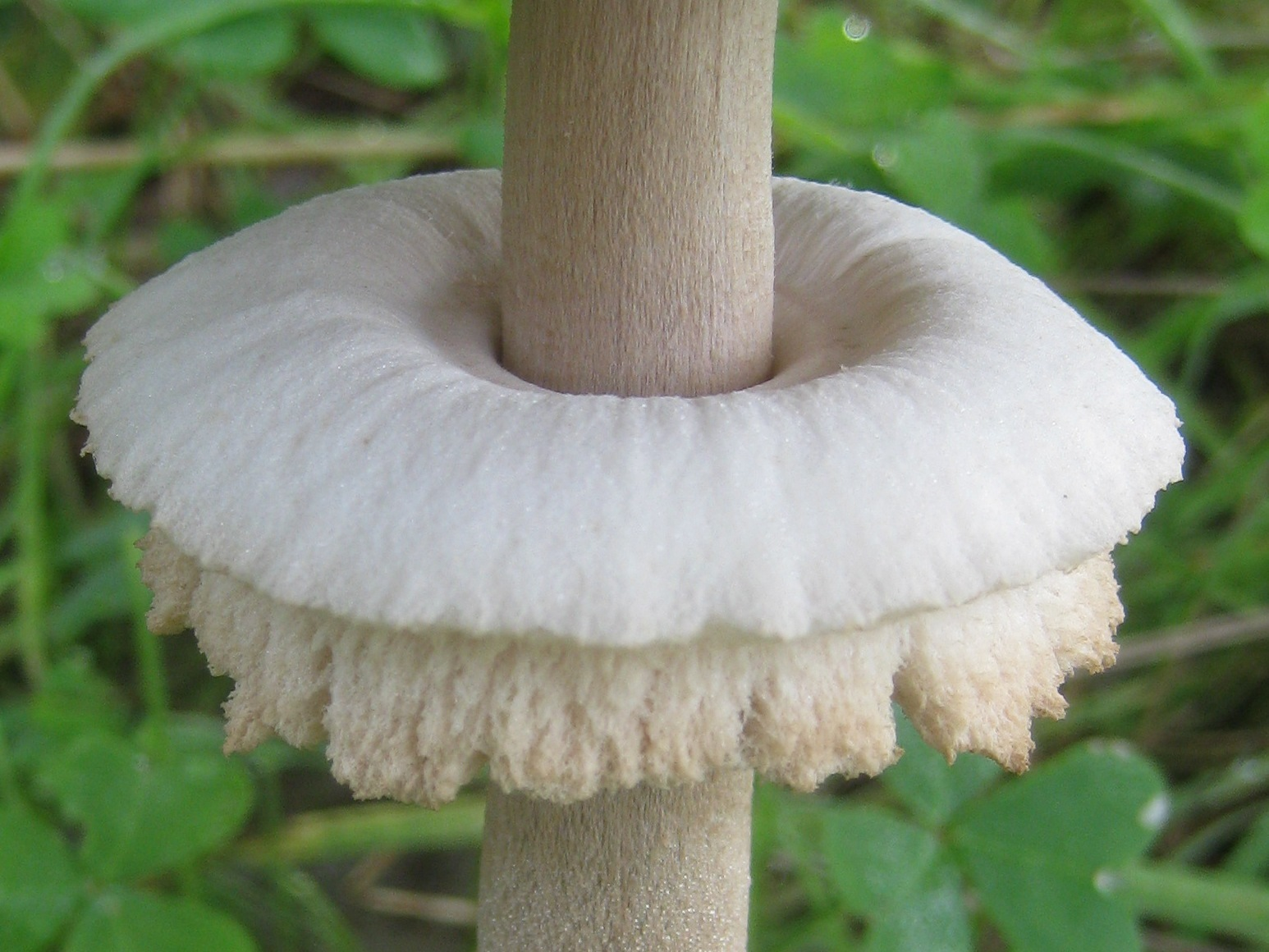
Pierścień

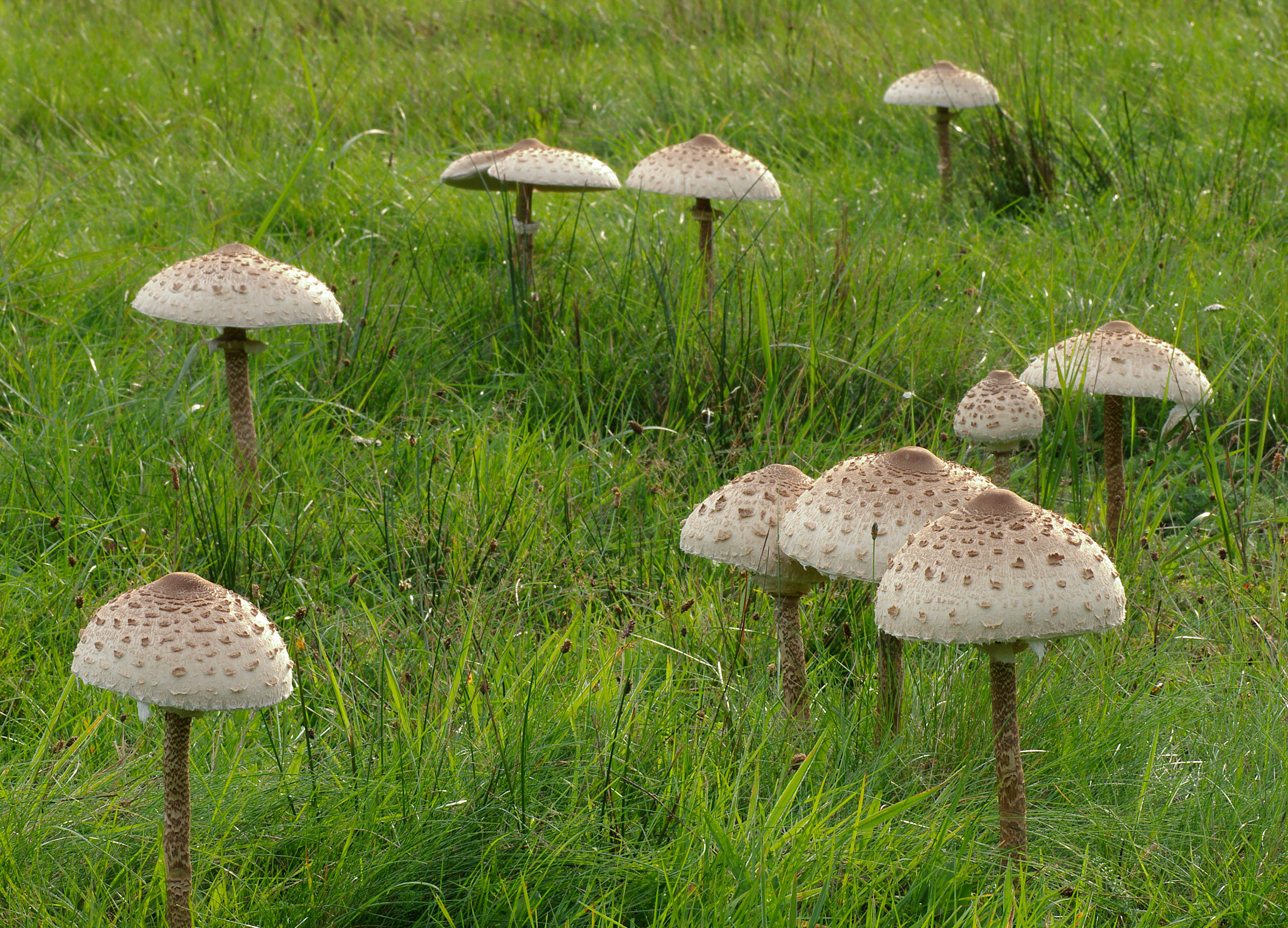

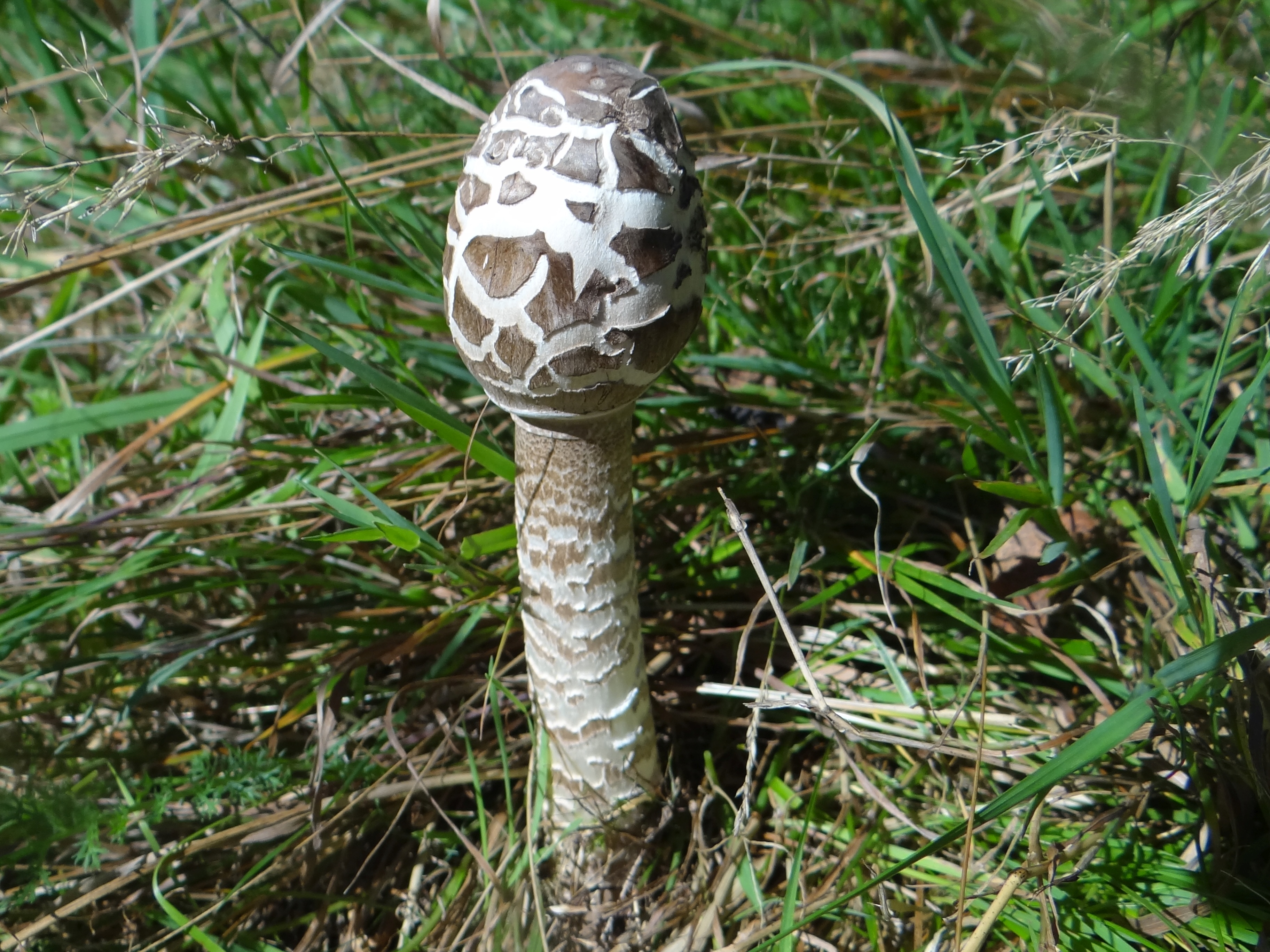
Młody owocnik

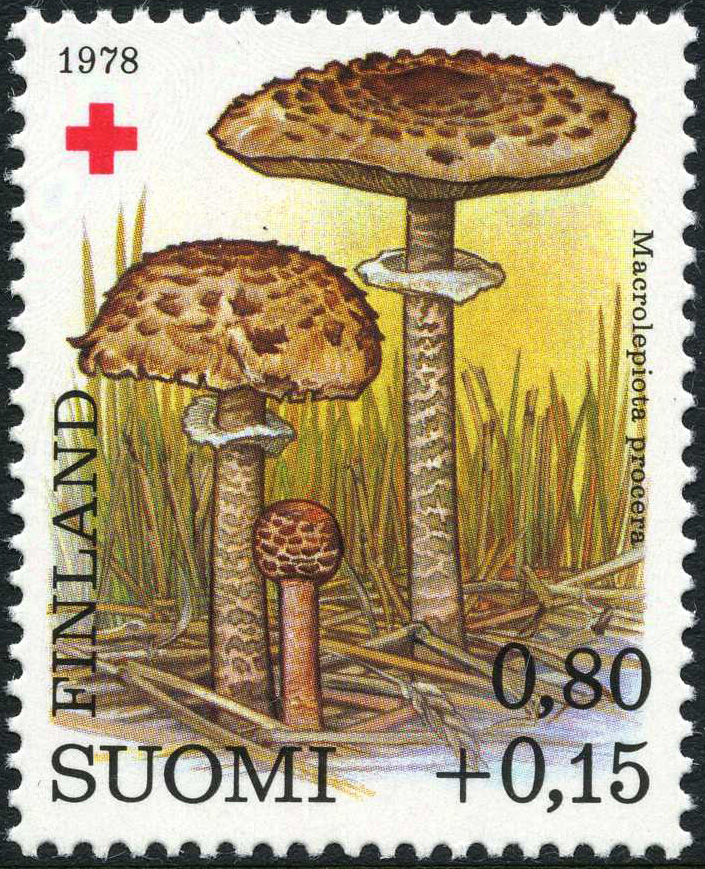
Czubajka kania na fińskim znaczku

Czubajka kania (Macrolepiota procera (Scop.) Singer) – gatunek grzybów należący do rodziny pieczarkowatych (Agaricaceae).

## Systematyka i nazewnictwo
Pozycja w klasyfikacji według Index Fungorum: Macrolepiota, Agaricaceae, Agaricales, Agaricomycetidae, Agaricomycetes, Agaricomycotina, Basidiomycota, Fungi.
Po raz pierwszy takson ten zdiagnozował w roku 1772 Joannes Antonius Scopoli nadając mu nazwę Agaricus procerus. Obecną, uznaną przez Index Fungorum nazwę nadał mu w roku 1948 Rolf Singer, przenosząc go do rodzaju Macrolepiota.
Ma ponad 40 synonimów naukowych. Niektóre z nich:

- Agaricus annulatus Lightf.
- Agaricus annulatus Lightf., var. annulatus
- Agaricus antiquatus Batsch
- Agaricus colubrinus Bull.
- Agaricus procerus Scop.
- Agaricus procerus Scop., var. procerus
- Amanita procera (Scop.) Fr.
- Lepiota procera (Scop.) Gray
- Lepiotophyllum procerum (Scop.) Locq.
- Mastocephalus procerus (Scop.) Pat.

Nazwę polską podał Stanisław Chełchowski w 1898 r. W polskim piśmiennictwie mykologicznym gatunek ten opisywany był też jako bedłka wyniosła, bedłka wysoka, bedłka parasolowata, czubajka wyniosła, czubajka sowa, stroszka strzelista, stroszka cielista. Nazwy regionalne: stroszka strzelista, parasolowiec, parasolnik, czubaj, czubak, gularka, gapa, sowa, drop, kania.

## Morfologia
Kapelusz
W kształcie parasola o średnicy 10–30 cm z garbkiem na środku, z popękaną, łuszczącą się skórą. Za młodu jajowaty i zamknięty, potem stożkowaty, niskołukowaty, na koniec płaski i rozpostarty. U młodych kapelusz w całości jest brązowy, u starszych białawy z dużymi, brązowymi łuskami. Brzeg kapelusza postrzępiony, zazwyczaj biały.
Blaszki
Blaszki gęste, szerokie, niedochodzące do trzonu. U starszych okazów mają ochrowy nalot.
Trzon
O długości 15–40 cm i grubości do 2 cm, walcowaty, zakończony u dołu bulwą o średnicy do 4 cm. Jest łatwy do wyłamania. Początkowo jest pełny i gąbczasty, na starszych owocnikach pusty w środku. Posiada ruchomy pierścień. Powyżej pierścienia skórka trzonu jest białawo-brązowa i gładka, poniżej występują ciemniejsze poprzeczne prążki.
Miąższ
W kapeluszu miękki, w trzonie łykowaty. Jest biały, nie zmienia barwy po uszkodzeniu. Smak łagodny, przyjemny. Wydziela delikatny grzybowo-owocowy zapach
Wysyp zarodników
Biały. Zarodniki elipsoidalne, gładkie, o rozmiarach 15–20 × 10–13 μm.
Gatunki podobne
Najbardziej podobna jest tzw. czubajka czerwieniejąca (Chlorophyllum rhacodes). Różni się brakiem łusek na trzonie, a jej miąższ czerwienieje po uszkodzeniu. Bardzo podobna jest również czubajka gwiaździsta (Macrolepiota konradii), która jest znacznie mniejsza, posiada mniej, za to większych łat na kapeluszu i inny wzór na trzonie. Najczęściej nie jest odróżniana przez grzybiarzy, ale taka pomyłka nie jest niebezpieczna. Przez niewprawnych grzybiarzy czubajka kania bywa mylona ze śmiertelnie trującym muchomorem zielonawym (sromotnikowym), głównie z jego białymi odmianami i z tego powodu przez wielu grzybiarzy nie jest zbierana. Notowane są przypadki poważnych zatruć muchomorem plamistym oraz grzybami z rodzaju czubajeczka, omyłkowo wziętymi za czubajkę. Podobny i trujący jest także sinoblaszek trujący Chlorophyllum molybdites. Gatunek ten pochodzi z Ameryki Północnej, w Polsce nie występuje.

## Występowanie i siedlisko
Występuje w Ameryce Północnej, Europie, Korei, Japonii i na Nowej Zelandii. W Polsce jest dość pospolity na obszarze całego kraju.
Rośnie na brzegach lasów liściastych i iglastych, na polanach leśnych i zrębach, na łąkach, w parkach, na poboczach szos, na cmentarzach. Unika siedlisk kwaśnych i wilgotnych, rośnie najczęściej na glebach gliniastych i zasobnych w wapń. Owocniki wytwarza od lata do późnej jesieni.

## Znaczenie
Kulinarne
Saprotrof. Grzyb jadalny, uważany za bardzo smaczny. Dzięki silnemu aromatowi często jest używany jako grzyb przyprawowy. Najczęściej kanie przyrządza się poprzez panierowanie w formie kotleta. Można też jeść smażone kapelusze z chlebem.
Czubajkę kanię łatwo uprawiać w ogrodzie. Preferuje miejsca słoneczne lub lekko zacienione i obniżenia terenu, w których zbiera się woda spływowa. Uprawia się ją na płytkiej pryzmie z odpadów drewnianych, trocin i liści, którą należy regularnie zasilać dodatkową biomasą, np. skoszoną trawą, gałęziami itp. Grzybnię zaszczepia się na pryzmie przy użyciu zarodników zebranych bezpośrednio z dojrzałych kapeluszy lub poprzez dolne części trzonu, zawierające fragmenty grzybni. Czubajka kania jest też przyjazna mrówkom i można w ten sam sposób zaszczepiać mrowiska gatunków z rodzaju Formica.
Filatelistyka
Poczta Polska wyemitowała 31 sierpnia 2012 r. znaczek pocztowy przedstawiający czubajkę kanię, o nominale 3 zł, w serii Grzyby w polskich lasach. Wydrukowano 300 000 sztuk, techniką offsetową, na papierze fluorescencyjnym. Autorem projektu znaczka była Marzanna Dąbrowska. Znaczek posiadał przywieszkę z muchomorem plamistym.